# Loxoreticulatum
Loxoreticulatum is een geslacht van kreeftachtigen uit de klasse van de Ostracoda (mosselkreeftjes).

## Soorten
- Loxoreticulatum bucellatum Whatley, Chadwick, Coxill & Toy, 1988
- Loxoreticulatum cacothemon Whatley, Chadwick, Coxill & Toy, 1988
- Loxoreticulatum dictyotos Whatley, Chadwick, Coxill & Toy, 1988
- Loxoreticulatum foveolatum (Brady, 1880) Benson, 1964
- Loxoreticulatum hempeli (Hartmann, 1987) Mckenzie et al., 1995
- Loxoreticulatum pulchrum Ramos, Coimbra & Whatley, 2014
- Loxoreticulatum securifer (Brady, 1880)